# Gonzalo (obispo de Segovia)
Gonzalo (m. 1192) fue un religioso español del siglo XII, que ocupó la Diócesis de Segovia al menos entre 1177-1192.
Hubo de sustituir al obispo don Guillermo, del que se pierde la pista en 1170. El rey Alfonso VIII de Castilla estando en Toledo en 1180, le concedió para sí, su iglesia y obispado un privilegio, y un año más tarde, le donó las villas de Mojados y Fuentepelayo, a cambio de la villa de Alcazarén, que la infanta Sancha de Castilla había donado a la diócesis en 1140 siendo obispo Pedro de Agén.
Falleció en el año 1192, y le sucedió en el obispado Gutierre Rodríguez Girón.
| Predecesor: Guillermo | Obispo de Segovia 1177-1192 | Sucesor: Gutierre Rodríguez Girón |